# Sança de Provença
Sança de Provença (Ais de Provença, 1225 - castell de Berkhamsted, Anglaterra, 1261) fou infanta de Provença.

## Orígens familiars
Filla de Ramon Berenguer V de Provença i de Beatriu de Savoia. Era neta per línia paterna d'Alfons II de Provença i Garsenda de Forcalquier, i per línia materna de Tomàs I de Savoia i Beatriu Margarida de Ginebra. Fou germana de la comtessa Beatriu I de Provença.

## Núpcies i descendents
El 1243 es casa amb Ricard, Comte de Cornualla, fill del rei Joan I d'Anglaterra, convertint-se en la segona esposa d'aquest. D'aquesta unió nasqueren:
- el príncep Ricard de Cornualla (1246)
- el príncep Edmond de Cornualla (1249-1300), comte de Cornualla

Sança morí el 9 de novembre de 1261 al castell de Berkhamsted, Herfordshire.